# 2606 Odessa
2606 Odessa este un asteroid din centura principală, descoperit pe 1 aprilie 1976, de Nikolai Cernîh.